# ريكاردو زونيغا كاراسكو
ريكاردو زونيغا كاراسكو (بالإسبانية: Ricardo Zúñiga)‏ ولد بتاريخ 17 سبتمبر 1957 في ساباديل، إسبانيا، هو دراج إسباني سابق.

## روابط خارجية
- ريكاردو زونيغا كاراسكو على موقع أرشيف الدراجات (الإنجليزية)
- ريكاردو زونيغا كاراسكو على موقع إحصائيات الدراجات الإحترافية (الإنجليزية)